# Rauw en Onbesproken
Rauw en Onbesproken is een rapformatie uit de Belgische stad Gent.
De groep werd rond 2006 opgericht door Intenz (later Renz) en Letterfretter. In 2008 wonnen ze de publieksprijs op het prestigieuze Jonge Wolven concours tijdens de Gentse Feesten. In 2010 won het collectief zowel de prijs van de professionele jury als de publieksprijs op het rockconcours De Beloften. Zij waren de eerste hiphop-groep ooit die De Beloften wonnen.
Rauw en Onbesproken bracht in 2008 zijn debuutalbum Winterwaanzin uit van rapper/lid Froze gevolgd door Grafrede van rapper/oprichter Renz. Het album van Fatih Contradictio in Terminis zorgde in 2010 uiteindelijk voor een doorbraak, niet alleen voor de groep, maar tevens voor de Vlaamse hiphop in België in het algemeen. De groep trad onder meer op tijdens CrammerocK, Zeverrock, Gentse Feesten, Rock voor Specials en deed voorprogramma's van onder andere Wu-Tang Clan (Rebirth Tour), GZA, Jedi Mind Tricks, Kelis en Jack Parow.
Het collectief is vandaag uitgegroeid tot een platenmaatschappij.

## Discografie
- 2008 Winterwaanzin (Froze)
- 2008 Grafrede (Intenz)
- 2010 Contradictio in Terminis (Fatih 9000)
- 2011 Sprookjes Duren Nooit Lang (Froze)
- 2012 Recht voor de Raab (Raab)
- 2013 9 Militia (Hakim)
- 2014 Het Venster Op De Wereld (Froze)